# Сухой Алатырь
Сухой Алатырь — река в России, протекает в Первомайском районе Нижегородской области. Устье реки находится в 263 км по левому берегу реки Алатырь.
Длина реки составляет 21 км, площадь водосборного бассейна 133 км². Исток реки в лесном массиве (Разинское лесничество) в 18 км к северо-востоку от города 
Первомайск. Река течёт на юго-запад, затем на юго-восток по ненаселённому лесу. Впадает в Алатырь напротив деревни Петровка. Река является сезонной и в межень полностью пересыхает.

## Данные водного реестра
По данным государственного водного реестра России относится к Верхневолжскому бассейновому округу, водохозяйственный участок реки — Алатырь от истока и до устья, речной подбассейн реки — Сура. Речной бассейн реки — (Верхняя) Волга до Куйбышевского водохранилища (без бассейна Оки).
Код объекта в государственном водном реестре — 08010500212110000037805.